# Philippe Chatrier

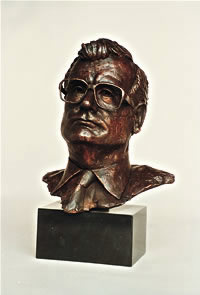
Imagem da do busto de Philippe Chatrier.

Philippe Chatrier (2 de Fevereiro de 1926 - 22 de Junho de 2000) foi um famoso tenista francês.
Após encerrar a carreira como tenista, ele presidiu a Federação Francesa de Tênis por 20 anos (1973-1993) e a Federação Internacional de Tênis por 14 anos (1977-1991). Em 1988, tornou-se membro do Comitê Olímpico Internacional.
Em 1992, foi incluído no International Tennis Hall of Fame.

## Homenagens
- A quadra central onde é disputado o Torneio de Roland Garros recebeu o nome de Court Philippe Chatrier em sua homenagem.
- A maior honraria do ténis mundial, criada em 1996, recebeu o nome de Philippe Chatrier Award em sua homenagem.